# Розкішненська сільська рада (Джанкойський район)
Розкі́шненська сільська́ ра́да — адміністративно-територіальна одиниця та орган місцевого самоврядування у Джанкойському районі Автономної Республіки Крим. Адміністративний центр — село Розкішне.

## Загальні відомості
- Населення ради: 1 526 осіб (станом на 2001 рік)

## Населені пункти
Сільській раді підпорядковані населені пункти:
- с. Розкішне
- с. Зернове

## Склад ради
Рада складається з 16 депутатів та голови.
- Голова ради: Зекір'яев Ремзі Ісмаілович
- Секретар ради: Галкіна Ольга Іванівна

### Керівний склад попередніх скликань
| Прізвище, ім'я, по батькові | Основні відомості                                                 | Дата обрання | Дата звільнення |
| --------------------------- | ----------------------------------------------------------------- | ------------ | --------------- |
| Зекір'яєв Ремзі Ісмаілович  | Сільський голова, 1957 року народження, безпартійний              | 26.03.2006   | 31.10.2010      |
| Зекір'яев Ремзі Ісмаілович  | Сільський голова, 1957 року народження, освіта вища, безпартійний | 31.10.2010   |                 |

Примітка: таблиця складена за даними сайту Верховної Ради України

### Депутати
За результатами місцевих виборів 2010 року депутатами ради стали:

#### За суб'єктами висування
| Суб'єкт висування                 | Кількість обраних депутатів | %    |
| --------------------------------- | --------------------------- | ---- |
| Партія регіонів                   | 13                          | 81,3 |
| Самовисування                     | 2                           | 12,5 |
| Політична партія «Руська Єдність» | 1                           | 6,3  |

#### За округами
| № округу                          | Прізвище, ім'я, по батькові      | Дата визнання обраним | Освіта  | Партійна приналежність | Відомості про обраного депутата                               |
| --------------------------------- | -------------------------------- | --------------------- | ------- | ---------------------- | ------------------------------------------------------------- |
| Партія регіонів                   |                                  |                       |         |                        |                                                               |
| 2                                 | Янчук Валентина Яківна           | 01.11.2010            | вища    | позапартійна           | пенсіонер                                                     |
| 3                                 | Аджимулаєва Зійнеб Сеитмуллаївна | 01.11.2010            | вища    | член Партії регіонів   | Розкішненська сільська рада, головний бухгалтер               |
| 4                                 | Салімов Айдер Талятович          | 01.11.2010            | вища    | позапартійний          | приватний підприємець                                         |
| 6                                 | Матвієнко Іван Митрофанович      | 01.11.2010            | вища    | позапартійний          | Розкішненська сільська рада, охоронець                        |
| 7                                 | Якимчук Андрій Петрович          | 01.11.2010            | середня | позапартійний          | тимчасово не працює                                           |
| 8                                 | Панфілюк Леонід Петрович         | 01.11.2010            | середня | член Партії регіонів   | ТОВ «Осавіахім», механізатор                                  |
| 10                                | Пелех Сергій Олександрович       | 01.11.2010            | вища    | позапартійний          | Міністерство АР Крим, начальник розвитку сільської місцевості |
| 11                                | Якушин Віктор Володимирович      | 01.11.2010            | вища    | позапартійний          | ТОВ «Осавіахім», охоронець                                    |
| 12                                | Алексенко Олена Миколаївна       | 01.11.2010            | середня | позапартійна           | тимчасово не працює                                           |
| 13                                | Галкіна Ольга Іванівна           | 01.11.2010            | вища    | позапартійна           | Розкішненська сільська рада, секретар                         |
| 14                                | Негодяєва Тетяна Петрівна        | 01.11.2010            | вища    | позапартійна           | Розкішненська сільська рада, землевпорядник                   |
| 15                                | Сафонова Галина Олексіївна       | 01.11.2010            | середня | позапартійна           | Розкішненська загальноосвітня школа, вчитель                  |
| 16                                | Зеленська Любов Вікторівна       | 01.11.2010            | вища    | член Партії регіонів   | Розкішненська сільська рада, спеціаліст бухгалтерії           |
| Політична партія «Руська Єдність» |                                  |                       |         |                        |                                                               |
| 9                                 | Сафонова Тетяна Іванівна         | 01.11.2010            | вища    | позапартійна           | Розкішненська загальноосвітня школа, вчитель                  |
| Самовисування                     |                                  |                       |         |                        |                                                               |
| 1                                 | Нагорний Віктор Юрійович         | 01.11.2010            | вища    | позапартійний          | тимчасово не працює                                           |
| 5                                 | Івасечко Михайло Степанович      | 01.11.2010            | вища    | позапартійний          | тимчасово не працює                                           |